# Leutrum von Ertingen

Wappen der Leutrum von Ertingen

Leutrum von Ertingen (auch Leutrum zu Ertingen oder nur Leutrum) ist der Name eines schwäbischen Adelsgeschlechts. Die Herren Leutrum von Ertingen gehörten zu den ältesten Geschlechtern in Oberschwaben und Vorderösterreich. Zweige der Familie bestehen bis heute.

## Geschichte

### Herkunft
Stammsitz der Familie war die Burg Ertingen. Dort war bereits Anfang des 12. Jahrhunderts ein Rittergeschlecht ansässig, das den alemannischen Vornamen Lutram (auch Luitran, Luitram oder Luitramb) an seine Angehörigen vergab. Der Leitname wurde ab dem 15. Jahrhundert zum davon abgeleiteten Familiennamen Leutrum. Als erster Angehöriger der Familie erscheint Erlewinus de Lutram († 1106). Die ununterbrochene Stammreihe beginnt 1208.

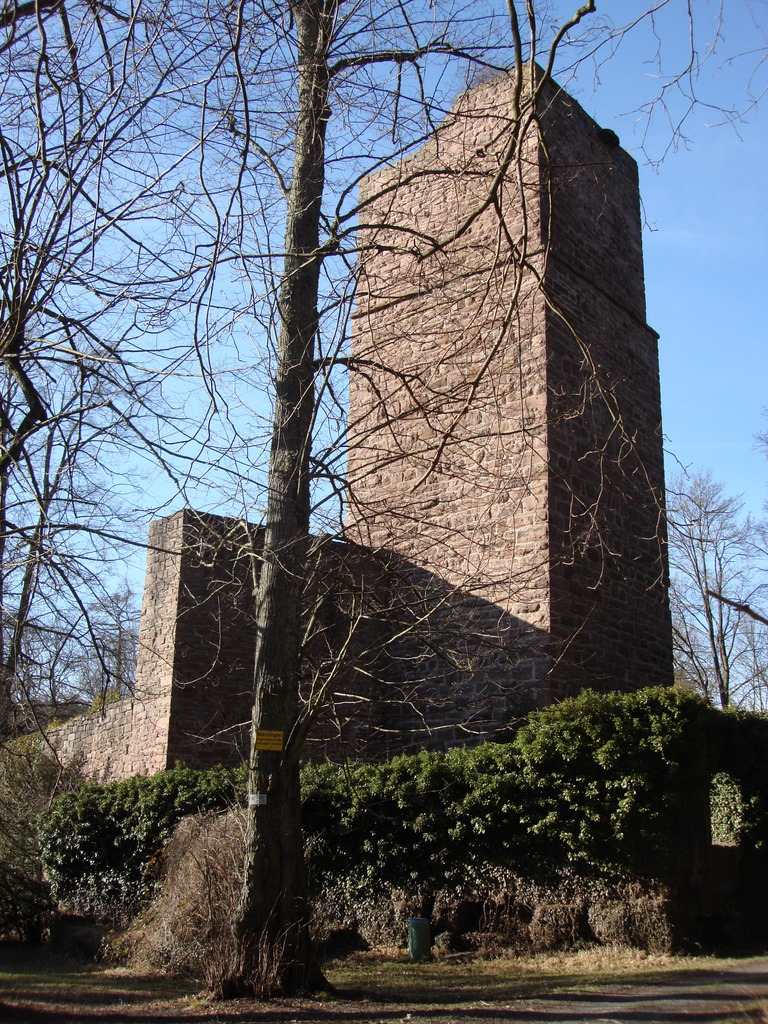
Burg Liebeneck ab dem 15. Jahrhundert Stammsitz des Geschlechts

Mitglieder der Familie waren Vasallen der Markgrafen von Baden und der Grafen von Wartenstein. Ab dem Jahre 1300 erscheinen Angehörige auch als Patrizier in der freien Reichsstadt Esslingen. Markwart Lutram siegelt 1357 als Bürger der Stadt und Mitglied des Stadtrats. Bis 1456 war die Familie in Esslingen ansässig. 1279 gelangte ein Zweig in die Reichsstadt Biberach, der aber mit dem Tod des Bürgermeisters Siegmund von Ertingen 1440 wieder erlosch.

### Linien und Besitzungen
Eberhard Lutram wird 1370 als Lehnsmann des Grafen Eberhard der Greiner von Württemberg genannt. Die Burg und der Freihof Ertingen wurden 1457 von Paul Leutrum von Ertingen († 1486), Schultheiß zu Pforzheim, an das Stift Buchau verkauft. Er erhielt für ein dem Markgrafen Christoph I. gegebenes Darlehen die Burg Liebeneck und das Dorf Würm als Pfandschaft. Sein Sohn Ludwig Leutrum von Ertingen aus der Ehe mit Barbara von Königsbach († 1491) war der Stammvater der weiteren Linien. Unter ihm wurde die Pfandschaft ein badisches Erb- und Kunkellehen.

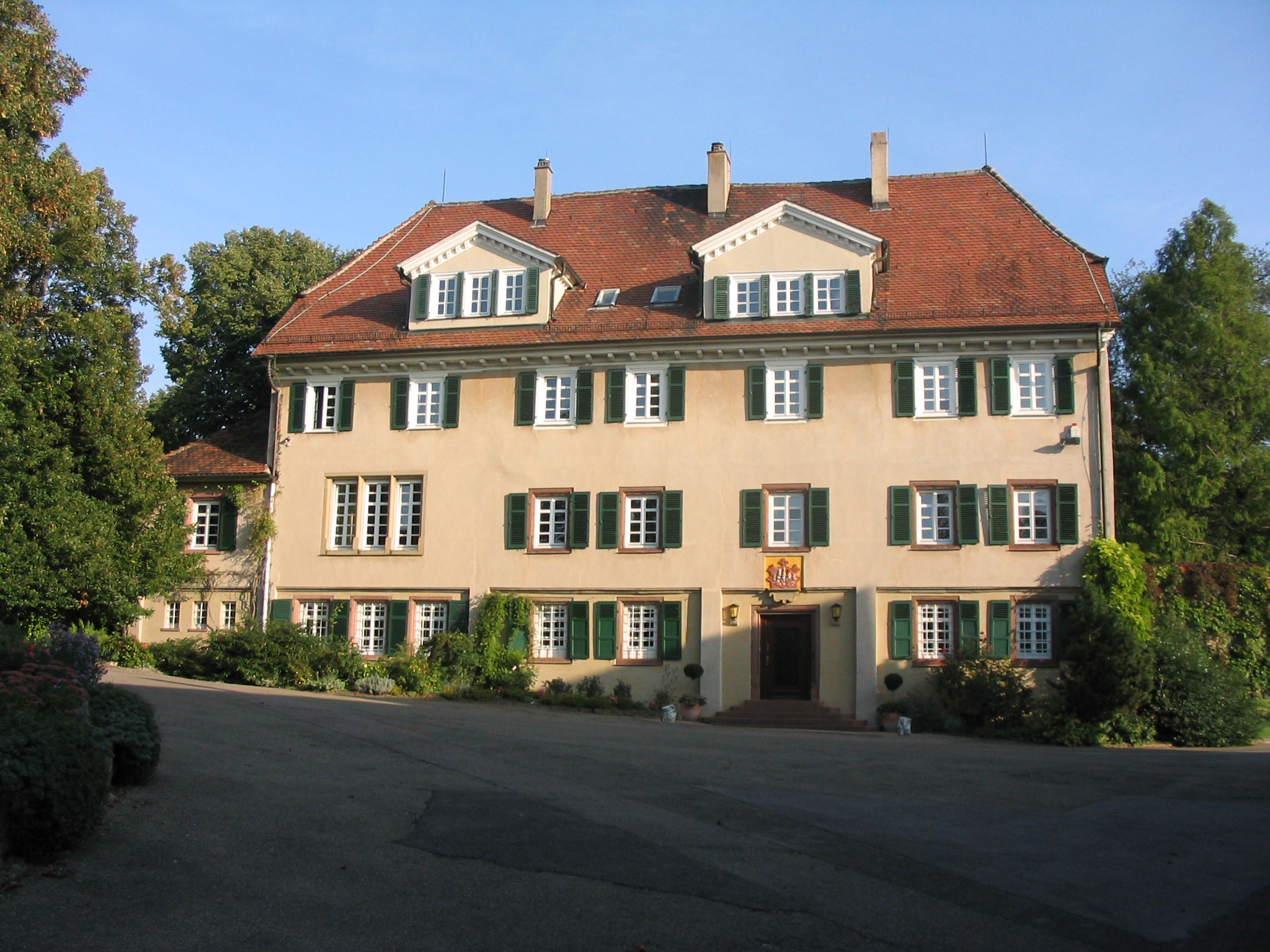
Das Herrenhaus der Nippenburg ist noch heute im Besitz der Familie

Die beiden Söhne von Philipp Christoph Leutrum von Ertingen († 1649), badisch-durlachscher Geheimrat und Obervogt, Ernst Friedrich Leutram von Ertingen und Karl Leutram von Ertingen begründeten die beiden Linien der Familie. Zur älteren ernestinischen Linie gehörten der Ritterrat im Kanton Neckar-Schwarzwald und kaiserliche und badisch-durlachsche Geheimrat Ernst Ludwig Leutrum von Ertingen († 1734), Philipp Christoph Leutrum von Ertingen († 1788), badisch-durlachscher Geheimrat und Oberhofmeister und der großherzoglich-badische Kammerherr Karl Ludwig Friedrich Leutrum von Ertingen († 1852). Der jüngeren karolingischen Linie entstammte Karl Magnus Leutrum von Ertingen († 1739), königlich-schwedischer Feldmarschallleutnant und Karl Siegmund Leutrum von Ertingen († 1755), königlich-sardinischer General und Gouverneur der Stadt und Provinz Cuneo.

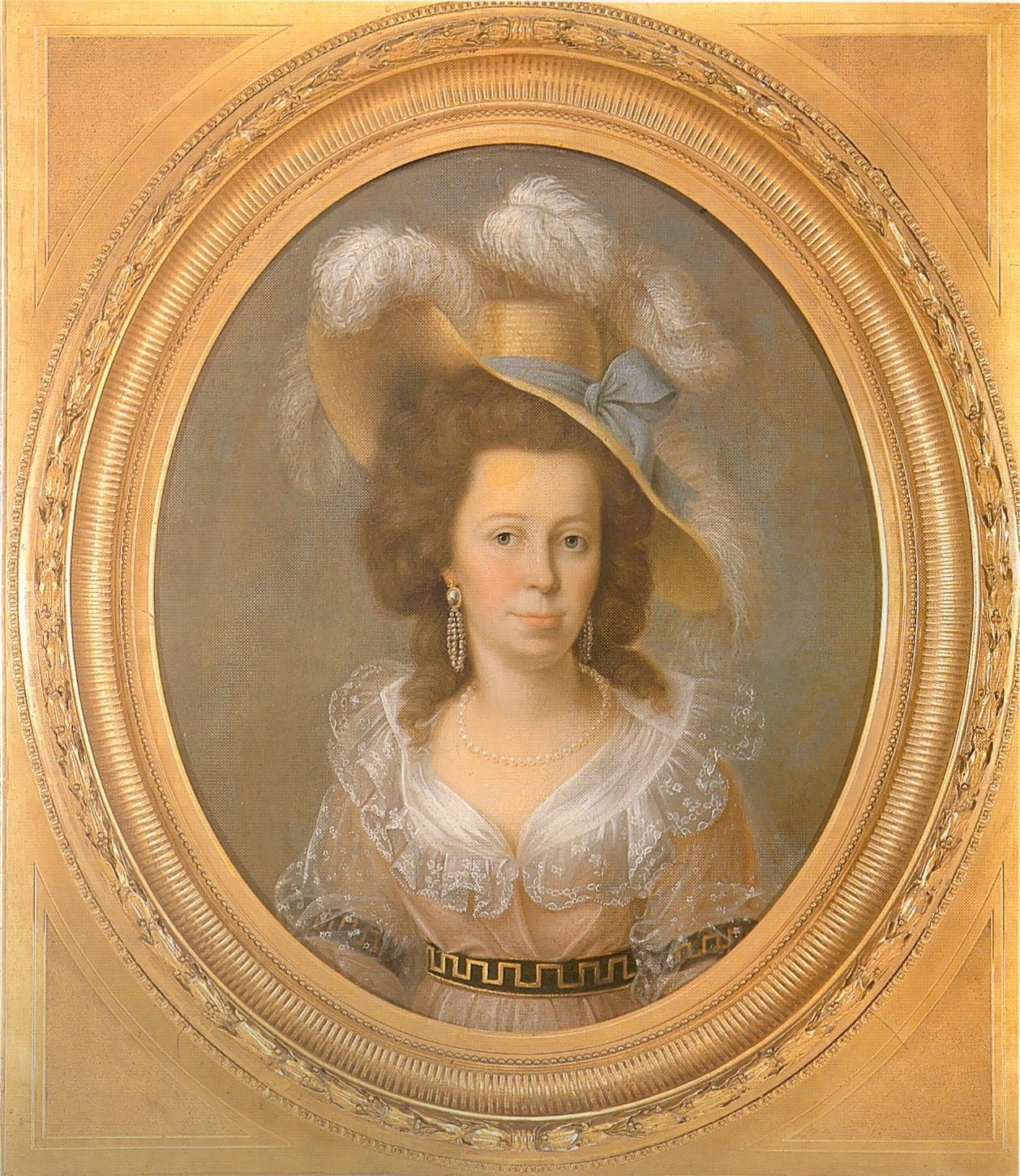
Franziska Gräfin von Hohenheim (geschiedene Freifrau Leutrum von Ertingen)

Eine Linie war bereits 1488 Mitglied in der Rittergesellschaft Sankt Jörgenschild, Teil Neckar. Mitte des 16. Jahrhunderts bis 1806 gehörten die Herren Leutrum von Ertingen wegen des Besitzes bzw. Teilbesitzes der Herrschaften Kilchberg, Wankheim, Kreßbach, Eck, Unterriexingen, Heidach, Liebeneck und Nippenburg zur Reichsritterschaft im Ritterkanton Neckar-Schwarzwald des schwäbischen Ritterkreises. 1802 waren sie Herren über das in diesem Kanton inkorponierte badische Lehn Würm. Wegen des Besitzes von Filseck (1721 bis 1755) waren sie von 1723 bis 1776 auch Mitglied im Ritterkanton Kocher.

### Standeserhebungen
Karl August Emanuel Leutrum von Ertingen (* 1732; † 1795), königlich-sardinischer Kämmerer, Generalleutnant und Regimentsinhaber, wurde am 19. März 1781 von Viktor Amadeus III., König von Sardinien-Piemont, in den Grafenstand erhoben. Seine Söhne begründeten zwei gräfliche Linien, die in Württemberg und Schlesien sesshaft wurden.
Im Königreich Württemberg wurden Zweige der Familie bei der Freiherrenklasse der Adelsmatrikel eingetragen. Am 23. Juli 1884 erhielten Gerhard Freiherr Leutrum von Ertingen, Majoratsherr auf Nippenburg und Unterriexingen und königlich-württembergischer Kammerherr, und am 16. März 1910 Norwin Freiherr Leutrum von Ertingen, königlich-württembergischer Kammerherr, Rittmeister und Majoratsherr, den württembergischen Grafenstand.

## Wappen

### Stammwappen
Das Stammwappen zeigt in Schwarz einen springenden silbernen Steinbock mit goldenen Hörnern. Auf dem Helm der Steinbock wachsend. Die Helmdecken sind schwarz-silbern.
Der Wahlspruch, nachgewiesen seit 1534, lautet: Halt hart an mir.

### Historische Wappenabbildungen

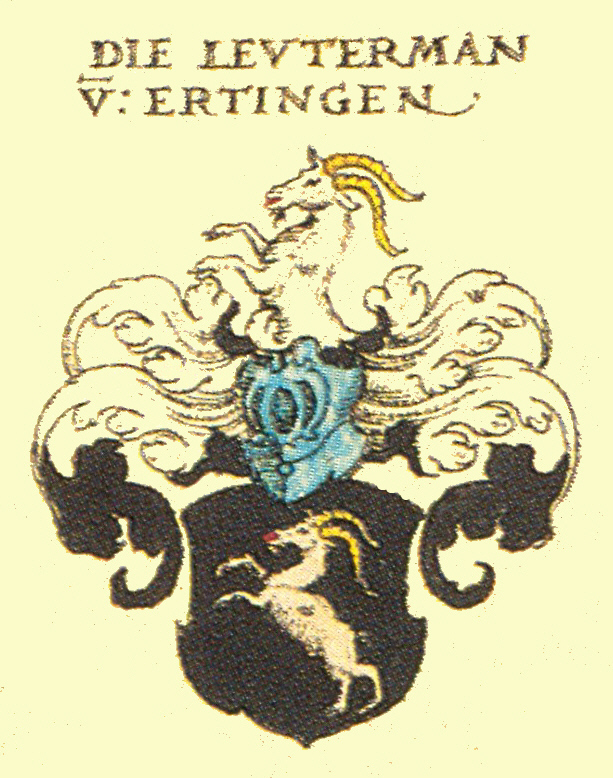
Wappen aus Siebmachers Wappenbuch von 1605
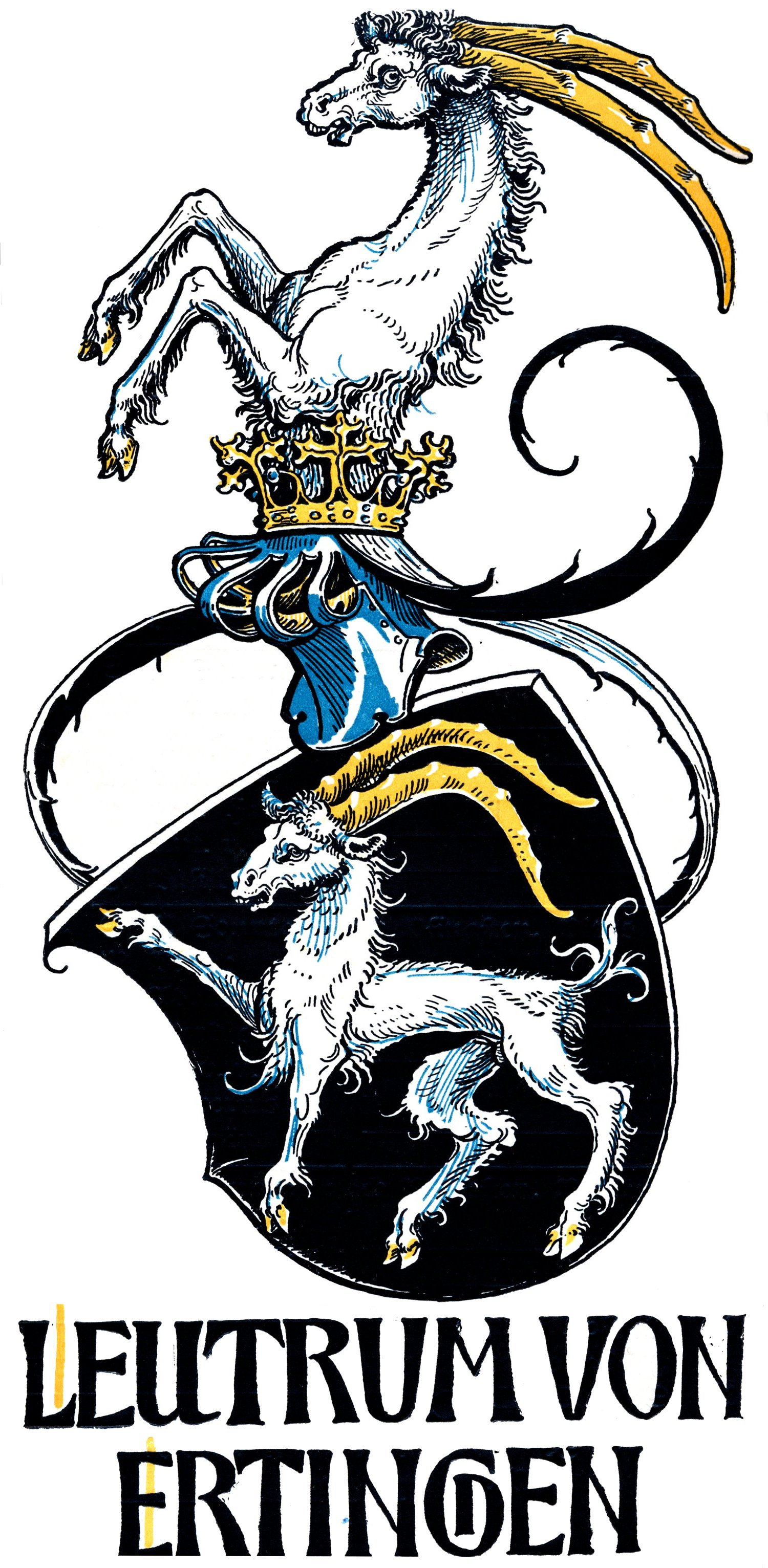
Wappengrafik von Otto Hupp im Münchener Kalender von 1902
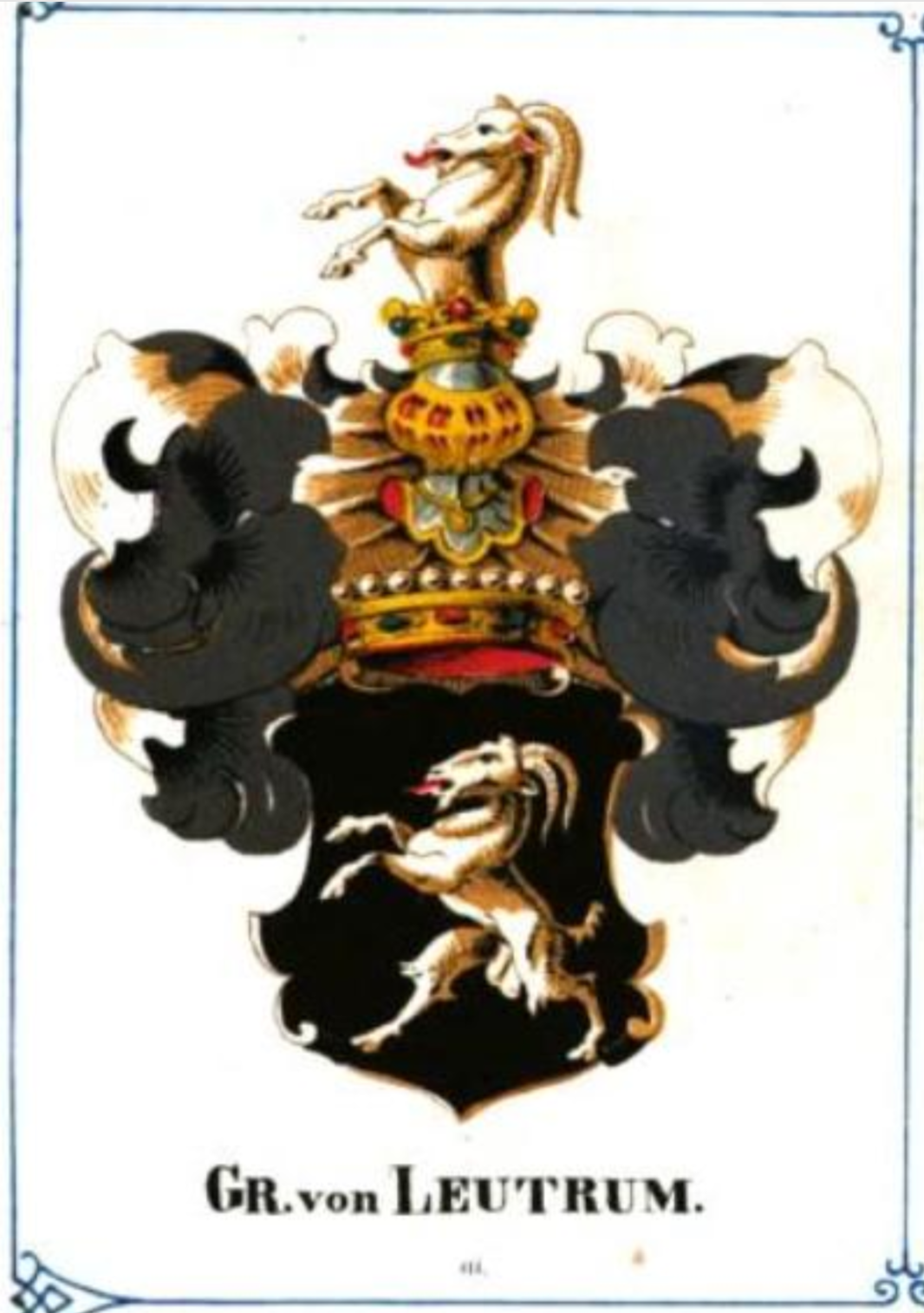
Grafen von Leutrum im Schlesischen Wappenbuch von Leonhard Dorst, 1842

## Namensträger
- Ernst Friedrich Leutrum von Ertingen (* 1690; † 1760), baden-durlachischer Landvogt des Oberamts Rötteln und badischer Geheimer Rat
- Karl Sigmund Friedrich Wilhelm Leutrum von Ertingen (* 1692; † 1755), sardinischer General
- Franziska Theresia Reichsgräfin von Hohenheim (geschiedene Freifrau Leutrum von Ertingen) (* 1748; † 1811), zweite Ehefrau von Herzog Carl Eugen von Württemberg
- Norwin Graf Leutrum von Ertringen, Majoratsherr auf Unterriexingen (* um 1859; † 16. Juli 1927)[3][4]
- Marie-Luise Gräfin Leutrum zu Ertingen (* 1905; † 1980), studierte Landwirtin und Mitbegründerin des Deutschen Landfrauenverbandes
- Karl Magnus Graf Leutrum von Ertingen (* 1931), Diplom-Landwirt und Politiker